# 伐昔洛韦
伐昔洛韦（Valaciclovir）别名万乃洛韦，是鸟嘌呤类似物类抗病毒药物，用于单纯疱疹和带状疱疹感染。它是阿昔洛韦的前药，在体内可转化为阿昔洛韦。

## 作用机制
伐昔洛韦是一种前药，是阿昔洛韦的酯化物，口服生物利用度（约55%）显著高于阿昔洛韦（10-20%）。在体内通过首过效应被酯酶转化为阿昔洛韦，从而起到抗病毒作用。

## 临床应用
用于治疗水痘带状疱疹病毒及I型、II型单纯疱疹病毒感染，包括初发和复发的生殖器疱疹病毒感染。可用于阿昔洛韦的所有适应症。

## 不良反应
偶有头晕、头痛、关节痛、恶心、呕吐、腹泻、胃部不适、食欲减退、口渴、白细胞数量下降、蛋白尿及尿素氮轻度升高、皮肤瘙痒等。长程给药偶见痤疮、失眠、月经紊乱。